# 바스라주
바스라주(아랍어: البصرة)는 이라크 남부에 위치한 주로 주도는 바스라이며 면적은 19,070km2, 인구는 1,761,000명(2003년 기준)이다. 동쪽으로는 이란, 남쪽으로는 쿠웨이트와 국경을 접하며 페르시아만과 접한다.
바다를 통한 동서 교역로의 출발점으로 7세기에는 해양 진출을 위한 거점이 되었으며 8세기 ~ 9세기에는 페르시아만의 최대 무역항이 되어 세계 무역의 중심지로서 번영하였다. 이후 한동안 황폐화해졌다가 근대에 들어 석유를 주력으로 한 산업과 수출을 중심으로 크게 발전하였다.
바스라주는 바스라가 한창 번영하던 시기였던 통일 신라에 온 서역인인 처용이 출발한 곳으로도 여겨지는 곳이다. 이런 까닭으로 2011년에는 처용 설화의 탄생지인 대한민국 울산광역시와 우호 협력 도시 협정을 체결했다.

## 인구
| Year | 인구 | ±% p.a. |
| --- | --- | ------- |
| 1977 | 1,008,600 | —       |
| 1987 | 872,176 | −1.44%  |
| 1997 | 1,556,445 | +5.96%  |
| 2009 | 2,405,434 | +3.69%  |
| 2018 | 2,908,491 | +2.13%  |
| 기술적 문제로 인해 그래프를 일시적으로 사용할 수 없습니다. 파브리케이터 와 미디어위키 위키 에 더 자세한 정보가 있습니다. | |         |
| 출처: Citypopulation | |         |
| | 기술적 문제로 인해 그래프를 일시적으로 사용할 수 없습니다. 파브리케이터와 미디어위키 위키에 더 자세한 정보가 있습니다. |         |

## 같이 보기
- 수메르